# 8. oktober
8. oktober er dag 281 i året i den gregorianske kalender (dag 282 i skudår). Der er 84 dage tilbage af året.
Ingeborgs dag. Det er ukendt, hvilken Ingeborg dagen er opkaldt efter, men der er ingen helgen med dette navn.

## Begivenheder
Født - Dødsfald
- 1553 - Kong Christian 3. eftergiver Køge den årlige byskat, efter et bønskrift fra byen. Køge havde finansielle problemer på grund af et nyt rådhus (der endnu ikke var færdigt).
- 1840 - Corsaren, Danmarks første satiriske vittighedsblad, udkommer første gang.
- 1912 - Montenegro erklærer krig mod Tyrkiet, hvilket betyder starten på Balkankrigene.
- 1916 - I Sverige taber det danske fodboldlandshold 4-2 til Sverige. Det var det eneste danske nederlag til svenskerne under 1. verdenskrig.
- 1939 - Der bliver begået et (mislykket) attentat mod den tysker Führer, Adolf Hitler.
- 1944 - Den tyske terrorgruppe "Petergruppen" begår et bombeattentat mod Jyllandsekspressen nord for Hobro. 10 blev dræbt og 40 såret.
- 1957 - Ved en brand i et atomkraftanlæg i Windscale nord for Liverpool i England spredes radioaktivt stof over store dele af England.[1]
- 1967 - Che Guevara og hans guerillasoldater tages til fange i Bolivia.
- 1970 - 4-årige Bo fra Hobro bliver nr. 1 på den danske hitliste med "Jeg har set en negermand" sammen med sin far, mor og fire søskende mellem 13 og 18 år under navnet "Familien Andersen".
- 1972 - Folkebevægelsen mod EF bliver oprettet.
- 1982 - På slotspladsen foran Christiansborg demonstrerer 60.000 danskere mod den nydannede konservativt ledede Schlüter-regering.
- 1982 - Helmut Kohl bliver forbundskansler i Vesttyskland efter valgnederlag for Helmut Schmidts socialdemokratiske regering. Helmut Kohl bliver konservativ-liberal regeringschef efter godt 13 års socialdemokratisk ledelse.
- 1982 - Polens parlament vedtager en ny fagforeningspolitik, der gør Solidaritet og andre eksisterende fagforeninger ulovlige. Polen var stadig i den undtagelsestilstand som var indført i december 1981.
- 1990 - Mindst 21 palæstinensere bliver dræbt og cirka 250 arresteret under alvorlige uroligheder i Jerusalem. Urolighederne starter, da jødiske fanatikere marcherer mod en moské, og palæstinensere kaster sten mod dem. Det israelske politi bruger først tåregas og gummikugler, men skyder senere med skarpt. Det er de blodigste og mest dramatiske begivenheder i Jerusalem siden Seksdageskrigen i 1967. FN's sikkerhedsråd fordømmer israelernes brutalitet.
- 1991 - Det danske OL-fodboldlandshold spiller i Wien 1-1 mod Østrig. Danmarks mål blev scoret af Miklos Molnar.
- 1993 - På grund af de demokratiske fremskridt i Sydafrika beslutter FN at ophæve de økonomiske sanktioner mod landet.
- 1995 - Spanieren Abraham Olano vinder VM i professionel landevejscykling i Colombia foran en anden spanier, Miguel Indurain. Fire dage tidligere var det den omvendte rækkefølge i de professionelles enkeltstart. Bedste danske på den meget hårde og svære rute bliver Rolf Sørensen på en 9. plads.
- 2001 - 118 personer omkommer, da et SAS-fly af typen MD-87 styrter kort efter start fra Linate lufthavnen i Milano, Italien. Flystyrtet skyldes et lille tysk privatfly, der i tyk tåge kører ind i SAS-flyet, netop som dette er begyndt på opstigningen. Piloten på SAS-flyet forsøger at undvige, men flyet ryger ind i en hangarbygning. Alle om bord på de to fly og fire personer i bygningen omkommer. Det er den værste ulykke i SAS'; historie. 19 af de omkomne er danskere.
- 2003 - Forlovelsen mellem kronprins Frederik og Mary Donaldson offentliggøres.
- 2006 - På trods af gentagne advarsler foretager Nordkorea landets første atomprøvesprængning. Det meste af verden, herunder USA, Kina, Japan, EU og Rusland, fordømmer testen, og Sydkorea sætter sikkerhedsstyrkerne i alarmberedskab. De østasiatiske aktiekurser falder svagt, men markant.

## Født
- 1783 - Christian Molbech, dansk historiker, litteraturhistoriker og udgiver af historiske kilder (død 1857).
- 1797 - Eeltje Halbertsma, frisisk forfatter (død 1858).
- 1884 - August Tørsleff, dansk maler (død 1968).
- 1893 - Ellen Margrethe Stein, dansk skuespiller (død 1979).
- 1895 - Juan Perón, argentinsk præsident (død 1974).
- 1910 - Paulette Dubost, fransk skuespillerinde (død 2011).
- 1918 - Holger Jensen, dansk arkitekt og grafiker (død 2004).
- 1918 - Jens Christian Skou, dansk fysiolog og modtager af Nobelprisen i kemi (død 2018).
- 1924 - Ruth af Rosenborg, dansk grevinde (død 2010).
- 1938 - Jens Nauntofte, dansk journalist (død 2017).
- 1938 - Kjeld Nørgaard, dansk skuespiller.
- 1939 - Paul Hogan, australsk skuespiller.
- 1941 - Jesse Jackson, amerikansk præst og aktivist.
- 1943 - Chevy Chase, amerikansk skuespiller.
- 1944 - Claus Bjørn, dansk historiker (død 2005).
- 1946 - Lise Schrøder, dansk sygeplejerske og skuespiller.
- 1948 - Claude Jade, fransk skuespillerinde (død 2006).
- 1948 - Hans Engell, dansk journalist og politiker.
- 1949 - Sigourney Weaver, amerikansk skuespillerinde.
- 1959 - Erik Gundersen, dansk speedwaykører og -landstræner.
- 1960 - Bo Feierskov, dansk musiker og tekstforfatter.
- 1966 - Martin Bigum, dansk billedkunstner og digter.
- 1970 - Matt Damon, amerikansk skuespiller.
- 1970 - Michael Bruun, dansk håndboldspiller.
- 1974 - Marianne Eihilt, dansk danser.
- 1980 - Kasper Bøgelund, dansk fodboldspiller.
- 1985 - Peter Gene Hernandez Bruno Mars, Amerikansk sanger, bliver født d. 8. Oktober på Hawaii

## Dødsfald
- 1647 - Christen Sørensen Longomontanus, dansk astronom (født 1562).
- 1754 - Henry Fielding, engelsk forfatter (født 1707).
- 1842 - C.E.F. Weyse, tysk-dansk komponist (født 1774).
- 1869 - Franklin Pierce, USA's 14. præsident (født 1804).
- 1916 - Nielsine Nielsen, dansk læge og kvindesagsforkæmper (født 1850).
- 1953 - Kathleen Ferrier, britisk operasanger (født 1912).
- 1954 - Morten Korch, dansk forfatter (født 1876).
- 1967 - Clement Attlee, engelsk premierminister (født 1883).
- 1992 - Willy Brandt, vesttysk forbundskansler (født 1913).
- 2004 - Bent Grasten, dansk manuskriptforfatter (født 1925).
- 2008 - George E. Palade, rumænsk-amerikansk biolog og læge (født 1912).
- 2011 - Roger Williams, amerikansk pianist (født 1924).
- 2012 - John Tchicai, dansk saxofonist, komponist og orkesterleder (født 1936).
- 2013 - Ingrid Skovgaard, tv-vært fra 'Ingrid og Lillebror' (født 1938).